# فرقاطة رائعة

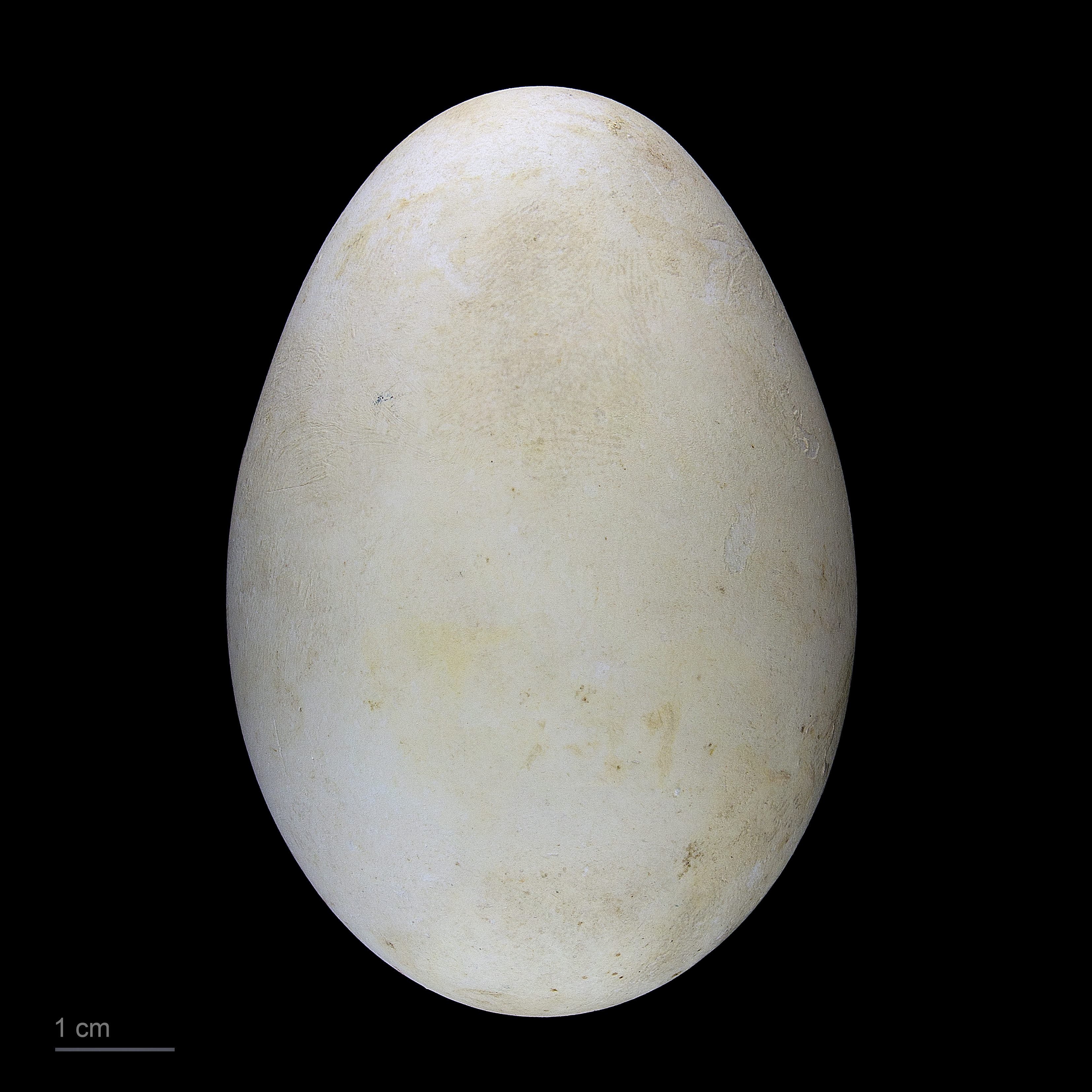
بيضة الفرقاطة الرائعة.

فرقاطة رائعة (الاسم العلمي: Fregata magnificens) هي نوع من الطيور يتبع جنس الفرقاطة من الفصيلة الفرقاطات.